# Kaarta
Kaarta hay Ka'arta là một vương quốc của người Bambara tồn tại trong thời gian ngắn ở khu vực ngày nay là nửa phía tây của Mali và tồn tại cho đến khi bị Umar Tall phá hủy vào những năm 1850.

## Lịch sử
Khi Bitòn Coulibaly thắt chặt quyền kiểm soát của mình đối với Ségou, thủ phủ của Đế chế Bambara mới thành lập của ông, một số người Bambara tại đây không hài lòng với sự cai trị của ông nên đã bỏ chạy về phía tây. Năm 1753, họ thành lập vương quốc Kaarta, lấy Nioro du Sahel làm thủ đô. Vương quốc bị phá hủy vào năm 1854 bởi quân thánh chiến của El Hadj Umar Tall trên khắp Tây Phi; Umar Tall chiếm giữ Nioro, và đẩy vua Kaarta (Fama) Mamady Kandian và toàn bộ gia đình của ông ta vào chỗ chết.
Năm 1878, Toàn quyền Senegal thuộc Pháp Briere de l'Isle đã chỉ huy một lực lượng Pháp chống lại nước chư hầu Toucouleur của Kaarta dọc theo bờ bắc sông Senegal vào ngày 7 tháng 7 năm 1878, họ đã phá hủy pháo đài của Toucouleur tại Sabouciré, giết chết thủ lĩnh của họ, Almany Niamody. Lãnh thổ này của các chư hầu Kaarta sau đó được hợp nhất vào vương quốc bảo hộ Khasso.
Đại tá người Pháp Louis Archinard sau đó đã chinh phục toàn bộ lãnh thổ của vương quốc Kaarta trước đây vào năm 1890 và chính thức sáp nhập nó vào Tây Phi thuộc Pháp năm 1904.

## Chính quyền
Quyền lực chính trị được gia tộc Massasi kiểm soát chặt chẽ và việc kế vị hiếm khi gây ra xung đột như ở Đế quốc Segou. Họ đảm bảo rằng giới lãnh đạo quân sự, tondjon, trung thành và nòng cốt của quân đội trực tiếp phục tùng nhà vua. Vị trí quyền lực thuộc về các thành viên trong gia tộc, những người có truyền thống thiên về thần hộ mệnh của gia đình hoàng gia.:338

## Kinh tế
Kaarta là một điểm đến quan trọng và là điểm trung chuyển muối từ các vùng Tagant và Hodh ở Sahara.:3